# Batrachorhina niveoplagiata
Batrachorhina niveoplagiata är en skalbaggsart som beskrevs av Stefan von Breuning 1948. Batrachorhina niveoplagiata ingår i släktet Batrachorhina och familjen långhorningar.
Artens utbredningsområde är Madagaskar. Inga underarter finns listade.